# Charles Cotin
Charles Cotin (født 1604 i Paris, død 1682 sammesteds) var en fransk abbé. 
Cotin, der blev medlem af Académie française 1655, optrådte som æstetiserende skønånd, var hyppig gæst i Hôtel de Rambouillet, skrev gåder og alle slags smådigte for damerne og var litterært orakel i salonerne. Hans fade og affekterede vers og hele hans precieuseagtige optræden vakte samtidens spot. Molière hånede ham i Les femmes savantes, hvor han fremstillede ham under navnet Trissotin (først Tricotin), og Boileau tog ham grundig under behandling i sine satirer.